# Allgaier (tractormerk)

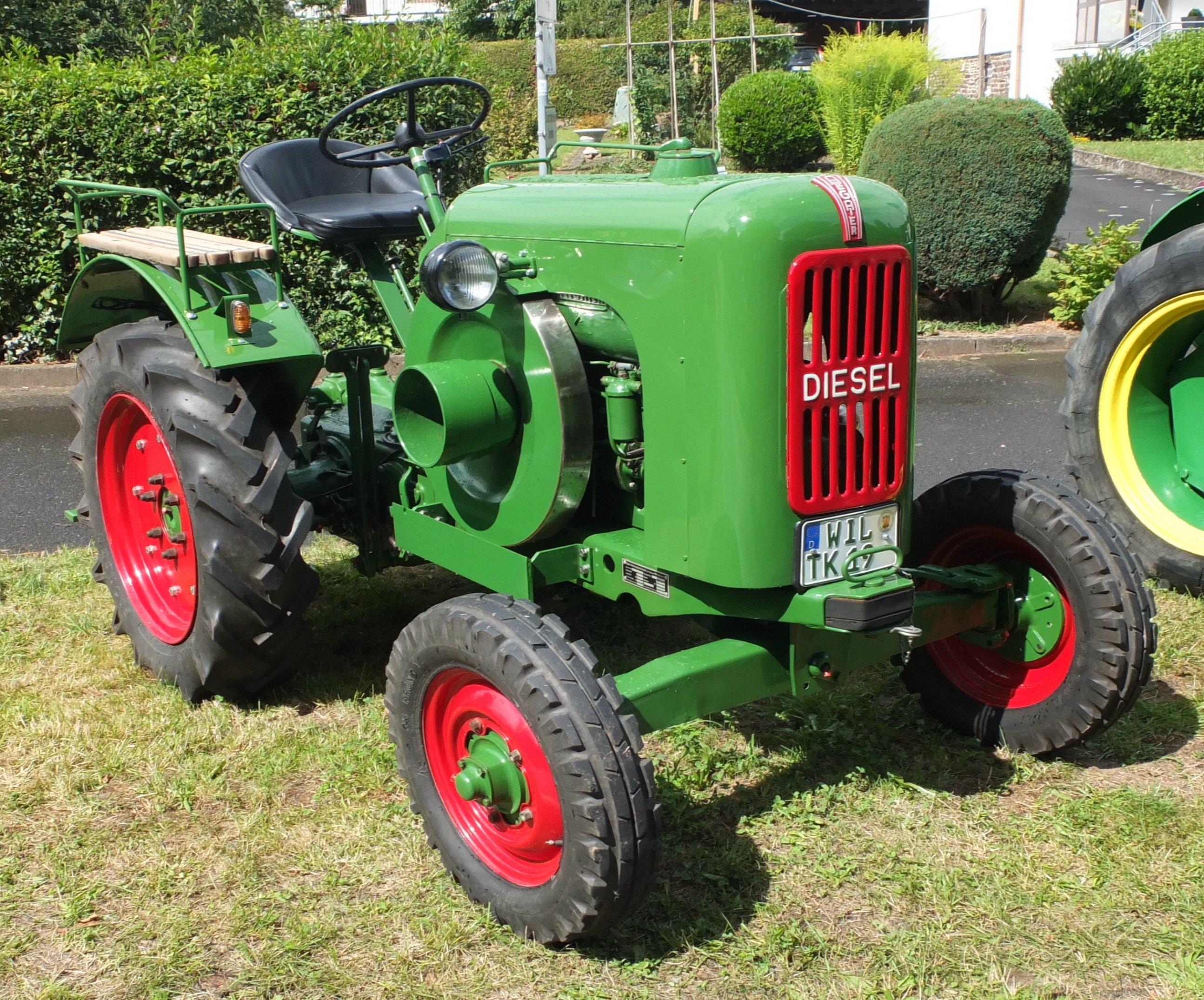
Allgaier A22

Allgaier-Group (Allgaier werke) is een bedrijfsgroep met het hoofdkantoor in Uhingen, Duitsland, en is actief in de sectoren automotive en procestechnologie. Ze produceren voornamelijk pers- en plaatwerk en de bijbehorende gereedschappen voor de auto-industrie, evenals zeef-, droog- en granulatie-installaties, en vroeger dus ook tractoren. Naast de hoofdlocatie heeft het bedrijf productielocaties in Noord-Duitsland, Saksen, Frankrijk, Mexico, Zweden, Spanje en India.

## Geschiedenis
In 1906 richtte Georg Allgaier in Hattenhofen, Württemberg, het bedrijf Allgaier Werke GmbH op om eenvoudige snij- en stanswerktuigen te produceren. In 1916 werd het bedrijf verplaatst naar Uhingen, een naburige stad. In 1928 leverde Allgaier zijn eerste grote order voor carrosseriegereedschappen aan België en Frankrijk. Het jaar daarop begon Allgaier met de seriematige productie van persdelen voor de auto-industrie.
Tijdens de Tweede Wereldoorlog schakelde het bedrijf meer over op de productie van militaire goederen onder dwang van de nationalistische regering. Allgaier produceerde onder andere vliegtuigonderdelen en verschillende soorten munitie tot aan het einde van de oorlog. Tijdens de productie werden ook Russische dwangarbeiders ingezet, waarvan sommigen gedwongen verschafte kinderen waren. De behandeling van de dwangarbeiders varieerde van vriendschappelijke relaties tot mishandeling en ondervoeding. Er zijn ook getuigenissen van executies op het bedrijfsterrein.
In 1946, direct na de Tweede Wereldoorlog, overleed Georg Allgaie de oprichter van het bedrijf. Zijn familie zette het bedrijf voort en begon twee jaar later met de productie van tractoren en dorsmachines voor de landbouw. Als gevolg van de grote vraag in andere zakelijke gebieden ontstonden capaciteitsproblemen, zodat de productie van tractoren in 1955 werd verkocht aan het nieuw opgerichte Porsche-Diesel Motorenbau GmbH. Daarna begon het bedrijf met de productie van zeefmachines en daarmee het bedrijfsgebied "procestechnologie". Halverwege de jaren zestig had het bedrijf ongeveer 3000 werknemers, maar het landbouwmachinebedrijf raakte in de jaren zeventig in crisis. Het aantal werknemers daalde tot minder dan 1000 in de jaren zeventig.
In 1975 werd Dieter Hundt aandeelhouder en de enige directeur van het bedrijf. Twee jaar later richtte hij de eerste dochteronderneming in Frankrijk op. Verdere internationalisering werd gestimuleerd door overnames en oprichting van dochterondernemingen in Sleeswijk-rHolstein, Zweden en Spanje. In de jaren tachtig werd het bedrijf onder andere uitgebreid met een nieuwe perswerkplaats op het hoofdkantoor in Uhingen, evenals de noordelijke Duitse zeefmachinefabrikant Mogensen GmbH & Co. KG en in de jaren negentig door de Zweedse zeefmachine- en sizerfabrikant Fredrik Mogensen AB en het Spaanse bedrijf Gosag S.A. aan het begin van de eeuw.
In 2008 nam Helmar Aßfalg, voorheen technisch directeur bij Müller Weingarten, de leiding over. Dieter Hundt, die tot 31 december 2007 directeur was en sinds 1996 voorzitter van de Duitse werkgeversvereniging was, stapte op 1 januari 2008 over naar de raad van toezicht. De groeistrategie die Hundt was begonnen werd voortgezet door Aßfalg met de oprichting van Allgaier de México in 2009 en de Chinese dochteronderneming Allgaier Automotive Tool & Die Beijing Co. Ltd. en Almo Process Technology Inc. in de VS in 2010. In 2011 volgde een andere fabriek in Puebla, Mexico, die in de zomer van 2018 werd uitgebreid met nog een productielocatie in Aguascalientes. In 2015 werd een nieuwe locatie geopend in Oelsnitz, Saksen.
Op 1 juni 2008 werd het voormalige bedrijf opgesplitst in drie bedrijven: Allgaier Werke GmbH (holding), Allgaier Automotive GmbH (gereedschaps- en persdelenbedrijf) en Allgaier Process Technology GmbH (procestechnologie).
Op 1 oktober 2021 nam Achim Agostini de leiding over. In het voorjaar van 2022 werd de overname van Allgaier door een niet nader genoemde Chinese investeerder bekendgemaakt. In juli 2022 bevestigde het bedrijf de overname en meldde dat de Chinese investeerder Westron op 1 juli 2022 de meerderheid van de aandelen van het bedrijf had overgenomen.
Op 21 juni 2023 meldde het bedrijf verrassend faillissement aan. De IG Metall, de grootste vakbond van Duitsland, beschouwde dit als een stap om de toekomst van het bedrijf veilig te stellen.